# У холмов есть глаза 2 (фильм, 2007)
«У холмов есть глаза 2» (англ. The Hills Have Eyes 2) — американский фильм ужасов 2007 года режиссёра Мартина Вайза. В отличие от первой части, не является ремейком одноимённого фильма. Слоган картины: «Повезёт тому, кто умрёт быстро». Он также является 4 и последней на данный момент частью одноимённой серии фильмов.
Графический роман под названием «У холмов есть глаза: начало» был опубликован издательством «Fox Atomic Comics» в дополнение к выходу фильма, он вышел 3 июля 2007 года.
Фильм был выпущен в кинотеатрах 23 марта 2007 года. Получил хорошие кассовые сборы, более чем вдвое превысившие бюджет. Также собрал более 67 миллионов долларов от продаж DVD на внутреннем рынке.

## Сюжет
Пленённая женщина, вынужденная разводить детей-мутантов, не может обеспечить здоровое потомство после рождения мертворожденного и убита папой Хэйдсом, лидером клана мутантов, живущего в деревне ядерных испытаний в пустыне Нью-Мексико, обозначенной как Сектор 16. После событий первого фильма Министерство обороны Соединённых Штатов направило армию, чтобы занять это место и уничтожить оставшуюся часть клана мутантов. Полковник Линкольн Рёддинг и трио ученых, которые работают в этом районе над установкой системы наблюдения, подвергаются нападению мутантов.
Позже группа обучающихся национальных гвардейцев во главе с сержантом Джеффри «Сержантом» Миллстоуном отправляется в пустыню для пополнения запасов ученых. Они прибывают и обнаруживают, что базовый лагерь заброшен после нападения мутантов. Когда солдаты принимают слабый сигнал бедствия, сержант организует поисково-спасательную миссию через холмы. Наполеон и Эмбер, которые остаются в лагере, находят и извлекают одного из пропавших ученых из переносного туалета лагеря, но он умирает прежде, чем успевает предупредить их. Затем на них двоих нападают мутанты, которые уничтожают их транспорт и крадут их оружие, заставляя их бежать в холмы, чтобы предупредить остальных. Поисковая группа подвергается нападению мутантов; Микки затаскивают в нору и его убивает «Стаббер», а «Сержант» случайно застрелен дружественным огнем Спиттера как раз перед тем, как Наполеон и Эмбер воссоединяются с группой. Спиттер убит после того, как один из мутантов повреждает его снаряжение для спуска, когда другие пытаются спустить его с холма. Оставшееся снаряжение для спуска исчезло и они вынуждены попытаться найти другой способ сбежать с холмов.
Оставшиеся военнослужащие вскоре обнаруживают полковника Реддинга, смертельно раненного и обезумевшего от нападения мутанта. Он предупреждает их о планах мутантов захватить женщин для размножения и показывает маршрут выхода через шахтёрские пещеры, прежде чем совершить самоубийство. После того, как группа убивает Стаббера, Мисси захвачена Хамелеоном и доставлена в шахтёрские пещеры, заставляя других идти спасать её. Стамп покидает группу, чтобы найти спуск с холмов самостоятельно, прежде чем его преследует и убивает Летч при попытке спуститься с холма. Отделившись от Крэнка и Дельмара, Наполеон и Эмбер пересекаются с Хамелеоном, которого им удаётся убить. Убегая от Сниффера, их спасает миролюбивый мутант по имени Гензель; Сниффер встречает Крэнка и Делмара, стреляет в последнего из винтовки М4 и в отместку убит Крэнком. Пока Гензель ведёт их к выходу, Дельмар умирает от ран, добравшись до входа в шахту. Наполеон присоединяется к Эмбер, чтобы спасти Мисси. Крэнк, который пытается открыть взрывозащищенную дверь, погибает, случайно вызвав взрыв ящика с динамитом, который он пытается взять с собой.
Убив Летча, Наполеон и Эмбер находят Мисси, которую жестоко насилует папа Хэйдс. После того, как они отвлекли его, им удается освободить её, но Хэйдс вскоре возвращается и нападает на них, вызывая жестокую драку, пока трио, наконец, не подчиняет и не убивает лидера мутантов штыком. Когда выжившие готовятся покинуть шахты, за ними наблюдает неизвестный мутант, использующий их оборудование для наблюдения.

## В ролях
Военные
- Джессика Строуп — Эмбер «Барби» Джонсон, рядовая
- Майкл МакМиллиан — Дэвид «Наполеон» Наполи, рядовой
- Даниэлла Алонсо — Марисоль «Мисси» Мартинез, рядовой
- Ли Томпсон Янг — Дэлмар Рид, рядовой
- Флекс Александр — Джеффри «Сардж» Миллстоун, сержант
- Джейкоб Варгас — «Торчок» Медина, рядовой
- Эрик Эдельштайн — «Мямля» Коул, капрал
- Бен Кроули — «Огрызок» Лок, рядовой
- Решад Стрик — Майкл «Мики» Элрод, рядовой
- Джефф Кобер — Линкольн Реддинг, полковник

Мутанты
- Дэвид Рейнольдс — «Гензель»
- Майкл Бэйли Смит — «Папа Хэйдс»
- Тирелл Кэмло — «Стаббер»
- Гаспар Жабо — «Сниффер»
- Дерек Мирс — «Хамелеон»
- Джейсон Оттль — «Летч»

## Производство
Международный фильм совместного производства США и Марокко. Съёмки «У холмов есть глаза 2» начались летом 2006 года в Варзазате, Марокко, где снимался предыдущий фильм. Альтернативным названием было «У холмов есть глаза 2: У холмов всё ещё есть глаза».
Первоначальное вдохновение сценариста Уэса Крейвена на создание фильма пришло во время случайного разговора с продюсером Питером Локом. Крейвен предполагал, что героиня предыдущего фильма Бренда (Эмили де Рэвин), травмированная пережитым во время событий «У холмов есть глаза», присоединяется к Национальной гвардии, чтобы преодолеть свои страхи. Едва закончив базовую подготовку, Бренда получает звонок от своего сержанта, который объясняет, что они отправляют команду обратно в пустыню Нью-Мексико, чтобы уничтожить оставшихся мутантов. Она нужна сержанту и команде, потому что она единственная оставшаяся в живых, кто знает местонахождение мутантов. Из-за участия де Рэвин в телевизионном шоу «Остаться в живых» её график не смог вместить съёмки продолжения. Уэс Крейвен заменил её персонажа, но сохранил большую часть оригинальной концепции, включая группу солдат Национальной гвардии на тренировке.
12 декабря 2006 года был выпущен одноминутный . В тизере была представлена песня «Insect Eyes» инди-фолк-исполнителя Девендры Банхарта. В дополнение к этому, серию клипов со вступлением Уэса Крейвена и небольшую галерею можно найти на веб-сайте «Fox Atomic». Также на «Fox Atomic» есть беззвучный клип, в котором мутант Граббер нападает на Эмбер.
Первоначально Крейвен рассматривал М. Дж. Бассетта, режиссёра «На страже смерти», на роль режиссёра, но в конечном итоге выбрал Мартина Вайза после конфликтов с Бассеттом в расписании. Бюджет «У холмов есть глаза 2» составил 15 миллионов долларов.

## Прокат
Общий кассовый сбор «У холмов есть глаза 2» составил 37,6 миллиона долларов, что составляет примерно половину от общего объёма сборов оригинала.

### Критика
Агрегатор рецензий «Rotten Tomatoes» даёт фильму оценку 12 % на основе отзывов 68 критиков и средней оценки 3,2 из 10. TV Guide даёт фильму одну звезду из пяти.. Кинокритик Питер Брэдшоу из «The Guardian» написал в своей рецензии, которая была напечатана в «Taipei Times»: «Продолжение ремейка фильма Уэса Крейвена „У холмов есть глаза“ превратилось в скучный беспорядочный фильм». По словам Питера Брэдшоу из The Guardian, вторая часть слэшера «У холмов есть глаза» «мутировала лишь в некое подобие фильма». Агрегатор рецензий Rotten Tomatoes дает фильму оценку 12 % на основе отзывов 68 критиков и среднюю оценку 4 из 10. Агрегатор обзоров Metacritic присвоил фильму 32 балла на основе 18 обзоров. Агрегатор рецензий «Metacritic», который присваивает средневзвешенный балл по 100 рецензиям основных критиков, фильм получил средний балл 32 % на основе 10 рецензий.
Критик Мэтт Золлер Зейтц из «Нью-Йорк таймс» написал в своей рецензии: «Фильм Уэса Крейвена 1977 года „У холмов есть глаза“, в котором жители пригорода сражались с мутантами-каннибалами, был яркой притчей о тонкой грани, отделяющей цивилизацию от дикости. Ремейк 2006 года „У холмов есть глаза“ был в основном тем же фильмом с более глянцевыми производственными ценностями и менее сатирическим, более грубым подходом к насилию. Это продолжение, в котором стажёры Национальной гвардии оказываются в ловушке на бывшем атомном полигоне и их преследуют плотоядные уроды со штаб-квартирой в похожем на горный бункер убежище, по сути, представляет собой каталог трансгрессивных изображений, освещенных и отредактированных как видео в стиле хэви—метал».
Скотт Тобиас из «The A.V. Club» написал в своём обзоре: «Предпосылка для „У холмов есть глаза 2“, быстрого продолжения умелого, но безвозмездного ремейка оригинала Крейвена Александром Ажей в 2006 году, кажется прекрасной возможностью отдать должное мутантам, поскольку в нём задействована группа военных возвращающихся на место преступления. И всё же это глупо делать обратное, превращая мутантов в обитающих в шахтах уродов, которые убивают и насилуют, потому что, ну, это то, что они делают. После пролога, настолько отвратительного, что он недостоин описания, действие фильма разворачивается в „Секторе 15“ Нью-Мексико, где горстка военных техников занята установкой сверхсекретной системы наблюдения. Когда группа стажёров Национальной гвардии отправляется на место для доставки оборудования, они потрясены, обнаружив, что люди либо пропали без вести, либо мертвы, и они начинают прочесывать окружающие холмы с поисково-спасательной миссией. Чего они не понимают, так это того, что мутанты заманивают их в различные ловушки, предназначенные для убийства мужчин и похищения женщин в целях (тьфу) размножения. Так что этим неподготовленным и часто совершенно неумелым солдатам предстоит с боем выпутываться из неприятностей. Режиссёр — ветеран музыкального видео Мартин Вайз — в будущем, пожалуйста, не могли бы продюсеры поискать таланты в другом месте?— „У холмов есть глаза 2“ собирает самую разношерстную группу некомпетентных по эту сторону фильма „Полицейской академии“, но почему-то не хватает смеха».

## Саундтрек
Саундтрек был выпущен 31 июля 2007 года на лейбле «Bulletproof Records».
Трек-лист (издание в США)
1. «The Hills Have Eyes» — Loudlion
2. «My Fork in the Road (Your Knife in My Back)» — Atreyu
3. «Unretrofied» — The Dillinger Escape Plan
4. «Redemption» — Shadows Fall
5. «Darkest Nights» — As I Lay Dying
6. «Hard Rock Hallelujah» — Lordi
7. «Prayers» — In This Moment
8. «I Know Hollywood and You Ain’t It» — Walls of Jericho
9. «Throwing Stones» — The End
10. "Failure in the Flesh — Through the Eyes of the Dead
11. «Sleeping with the Fishes, See?» — The Number 12 Looks Like You
12. «Own Little World» (Remorse Code Remix) — Celldweller

## Релиз
«У холмов есть глаза 2» был выпущен в кинотеатрах 23 марта 2007 года. Фильм был выпущен на DVD 17 июля 2007 года компанией «20th Century Fox Home Entertainment». «У холмов есть глаза 2» также собрал более 30 миллионов долларов в продажах DVD на внутреннем рынке, на общую сумму 67 915 885 долларов.